# Dodie Clark
Dorothy Miranda Clark (ur. 11 kwietnia 1995 w Epping, Wielka Brytania), znana jako Dodie (zapis stylizowany dodie) – angielska piosenkarka, autorka tekstów, i youtuberka z Epping, Essex. Dodie zaczęła swoją karierę przez wykonywanie coverów na pianinie i ukulele i od tego czasu wykonuje głównie swoje oryginalne piosenki. Na swoim głównym kanale ma ponad 150 filmików, ponad 1,9 miliona subskrypcji i ponad 300 milionów wyświetleń (stan na listopad 2020). Na swoim drugim kanale ma ponad 120 filmików, ponad 900 tysięcy subskrypcji i ponad 59 milionów wyświetleń (stan na listopad 2020).
9 grudnia 2016 roku Dodie opublikowała swój pierwszy film do piosenki „Sick Of Losing Soulmates” na kanale Vevo, dodieVevo na którym ma 41 milionów wyświetleń i ponad milion subskrypcji. Współpracowała z wieloma artystami, m.in. Tessą Violet, Julie Nunes, Orlą Gartland czy Pomplamoose. W 2018 roku Dodie nagrała piosenkę „Human” z piosenkarzem Tomem Walkerem która jest jednym z utworów na EP-ce o tej samej nazwie.
Dodie wydała trzy EP-ki – Intertwined (2016), You (2017) i Human (2019) a jej debiutancki album Build A Problem został wydany 7 maja 2021 roku.

## Życiorys
Urodziła się w Enfield. Jej matka to Astrid Clark. Dodie ma także rodzeństwo – młodszą siostrę Heather „Hedy” która pojawiła się w niektórych filmikach swojej siostry na YouTube i starszego brata, Iana.
Dodie uczęszczała do The Leventhorpe School. Po ukończeniu szkoły przeprowadziła się do Bath w Anglii z Jamie Jo, która także jest youtuberką i dodatkowo malarką.

## Kariera
Pierwszy kanał Dodie nazywał się „Dodders5”, teraz znany jako „Alice and Dodie show!” który został utworzony 1 sierpnia 2007 roku i współprowadzony z jej przyjaciółką Alice Webb.
Jej główny kanał, „doddleoddle” został utworzony 7 lutego 2011 roku, jej pierwszym filmikiem na tym kanale była jej oryginalna piosenka „Rain”, opublikowana 14 kwietnia tego samego roku. Oprócz swojego głównego kanału ma także kanał VEVO, „dodieVEVO” i kanał „doddlevloggle”.
18 listopada 2016 roku Dodie wydała swoją pierwszą EP-kę, Intertwined. Osiągnęła ona 35. miejsce na liście najlepiej sprzedających się albumów w Wielkiej Brytanii kilka dni po wydaniu
Dodie również współprowadziła CokeTV Coca-Coli razem z youtuberem Manny Brownem, gdzie wzięli udział w różnych zabawach.
Druga EP-ka Dodie, You, został opublikowany 11 sierpnia 2017 roku. EP-ka zadebiutowała na 6. miejscu na liście najlepiej sprzedających się albumów w Wielkiej Brytanii – 29 miejsc wyżej niż znalazła się jej pierwsza EP-ka, Intertwined. Dodatkowo, zadebiutowała ona na 55. miejscu na zestawieniu US Billboard 200.
W czerwcu 2017 roku Dodie ogłosiła w jednym z jej filmików, że pisze książkę. Kilka miesięcy później, 2 listopada, autobiografia pod tytułem „Secrets For The Mad: Obsessions, Confessions and Life Lessons” trafiła do sprzedaży.
20 lutego 2018 roku Dodie wzięła udział w jednym z filmów strony Genius, w którym wyjaśniła znaczenie jej piosenki Party Tattoos. Rok i miesiąc później powróciła, aby objaśnić tekst singla Human z EP-ki o tej samej nazwie.
W 2018 roku Dodie nagrała cover piosenki „All I Do Is Dream Of You” z piosenkarzem Faultline która została użyta w kampanii reklamowej Audi w Wielkiej Brytanii.
Trzecia EP-ka Dodie, „Human” została wydana 18 stycznia 2019 roku, poprzedzona singlem o tym samym tytule. Trafiła ona na 5. miejsce na UK Album Chart, jedno miejsce wyżej niż pojawiła się jej druga EP-ka You dwa lata temu.
W filmiku opublikowanym na jej drugim kanale 9 maja 2019 roku, doddlevloggle, zdradziła, że pracuje nad swoim debiutanckim albumem.
Tego samego roku nagrała piosenkę na soundtrack fińsko-brytyjskiego serialu Moominvalley nazwaną Ready Now. Została ona opublikowana na YouTube 18 kwietnia 2019 roku, a jej oficjalne wydanie nastąpiło dzień później. Nieco później, nakręciła cover piosenki The Beatles „Here Comes The Sun” z Jacobem Collierem, który trafił na serwisy streamingowe 26 kwietnia 2019 roku, jako singiel z albumu Djesse Colliera. 24 maja Dodie wydała piosenkę Guiltless, którą wcześniej wykonała na żywo podczas koncertu w Belgii. Premiera piosenki odbyła się na BBC Radio 1 podczas podcastu Annie Mac. 6 września Dodie poinformowała fanów o swoim nowym singlu, Boys Like You którego wydanie wydarzyło się 27 września.
7 października Dodie zaczęła publikować filmy, na których robiła różne litery na drutach przez 12 dni na swoim drugim kanale doddlevloggle. Dokładnie 12 dni później, 19 października, Dodie ogłosiła swój debiutancki album, Build A Problem, który, po dwóch przesunięciach daty premiery, finalnie został wydany 7 maja 2021 roku. Pierwszy singiel z albumu Build A Problem, Cool Girl miał swoją premierę tego samego dnia co ogłoszenie, w taki sam sposób jak utwór „Guiltless”.

## Dyskografia

### Albumy
- Build A Problem (2021)

### EP-ki
- Intertwined (2016)
- You (2017)
- Human (2019)